# Flottningskonflikten vid Övre Ume-älvdal 1933–1934
Flottningskonflikten vid Övre Ume-älvdal var en facklig strejk- och blockadaktion mot flottningsarbete på Vindel- och Ume-älvarna i kommunerna Lycksele och Stensele under flottningssäsongerna 1933 och 1934.

## Striden 1933
Skogsarbetarna i Västerbottens inland begärde inför vårens flottningssäsong i mars 1933 genom sina fackliga organisationer - 18 st Lokala samorganisationer (LS) av SAC - Syndikalisterna med totalt ca 5-600 medlemmar - gemensamt förhandling med arbetsgivaren Umeå flottningsförening avseende arbetspriser för det stundande arbetet. Man ville på detta sätt motverka de dåliga löner som var följden av det anbudssystem som annars gällde, där de fick arbete som erbjöd sig att åta sig det för lägst lön, och ersätta detta med registermetoden.
Arbetsgivaren vägrade förhandla och arbetet förklarades av LS:erna i blockad. Med hjälp av strejkbrytare (dels oorganiserade och dels reformistiskt organiserade) och polis lyckades man påbörja delar av vårens arbeten, vilket bemöttes av fackföreningarna med agitation riktad mot "arbetsvilliga" och ortsbefolkning samt öppna möten och demonstrationer.
Då vattenflödena sjunkit undan i juli förklarades så blockaden avslutad. Huvuddelen av vårens planerade flottningsarbete förblev ogjort och striden var kännbar för båda parter, men medan den enbart blev en förlust för arbetsgivaren avgick arbetarna med en moralisk seger då de lyckats hävda sin rätt till facklig organisering.

## Striden 1934
Inför säsongen 1934 bjöd i mars månad de samverkande LS:erna in de avdelningar av Skogs- och flottningsarbetareförbundet (SSFF) som också hade (ca 200) medlemmar på platsen till överläggning om situationen. De kom överens om att gemensamt (i avdelningarnas fall utan att invänta stöd från förbundet) förklara arbetet i blockad om inte en gemensam överenskommelse med arbetsgivaren kunde uppnås.
Flottningsföreningen vägrade även detta år ge upp entreprenadsystemet, och arbetet sattes återigen i blockad. Efter att statens förlikningsman kontaktat arbetsgivaren för att få till en lösning på konflikten förklarade denna sig villig att förhandla endast med den reformistiska organisationen (SSFF), samtidigt som man också försökte ordna fram strejkbrytare till arbetet. Den gemensamma förhandlingskommittén för arbetarorganisationerna avböjde dock avtal som bara undertecknats av minoritetsorganisationen, och efter en veckas förhandlingar per telefon stod den 4 maj ett avtal undertecknat av samtliga parter klart, och blockaden hävdes.

## Efterspel
De strider som utkämpades 1933 och 1934 anses vara de händelser som allmänt fick arbetarna på platsen att inse värdet av att vara fackligt organiserade. År 1958 hölls en jubileumsfest på Kattisavans Folket Hus till minne av striden och det som uppnåddes då. Hedersgäst var kassaföreståndaren för SAEA, den syndikalistiska organisationens A-kassa - Gustaf Persson, som under början av 30-talet var SAC:s organisatör i Västerbotten.